# تپه ده‌ور ۱ پشت‌تنگ
تپه ده ور ۱ پشت تنگ مربوط به عصر مس - دوره اشکانیان است و در شهرستان کوهدشت، بخش طرهان، دهستان طرهان، ۱ کیلومتری شرق روستای پشت تنگ وسطی واقع شده و این اثر در تاریخ ۲۸ اسفند ۱۳۸۵ با شمارهٔ ثبت ۱۸۳۰۸ به‌عنوان یکی از آثار ملی ایران به ثبت رسیده است.